# Tipula triplaca
Tipula triplaca är en tvåvingeart som beskrevs av Alexander 1961. Tipula triplaca ingår i släktet Tipula och familjen storharkrankar. Inga underarter finns listade i Catalogue of Life.